# Saison 2 de Stranger Things
Chronologie
Saison 1 Saison 3
La deuxième saison de Stranger Things, série télévisée américaine de science-fiction et d'horreur, intitulée officiellement Stranger Things 2, est sortie le 27 octobre 2017 dans le monde entier sur Netflix. Elle est composée de neuf épisodes.

## Synopsis
En 1984, à Hawkins dans l’Indiana, un an a passé depuis l'attaque du Démogorgon et la disparition d'Onze. Will Byers a des visions du Monde à l'envers et de son maître, une créature gigantesque et tentaculaire. Plusieurs signes indiquent que les monstres vont franchir le portail et revenir sur la ville.

## Distribution

### Acteurs principaux
- Winona Ryder (VF : Claire Guyot) : Joyce Byers
- David Harbour (VF : Stéphane Pouplard) : Jim Hopper
- Finn Wolfhard (VF : Marie Facundo) : Mike Wheeler
- Millie Bobby Brown (VF : Clara Soares) : Jane Hopper (née Ives) / Onze / Elfe
- Gaten Matarazzo (VF : Kaycie Chase) : Dustin Henderson
- Caleb McLaughlin (VF : Thomas Sagols) : Lucas Sinclair
- Noah Schnapp (VF : Fanny Bloc) : Will Byers
- Sadie Sink (VF : Clara Quilichini) : Maxine « Max » Mayfield
- Natalia Dyer (VF : Alexia Papineschi) : Nancy Wheeler
- Charlie Heaton (VF : Julien Crampon) : Jonathan Byers
- Joe Keery (VF : Clément Moreau) : Steve Harrington
- Dacre Montgomery (VF : Gauthier Battoue) : Billy Hargrove
- Cara Buono (VF : Delphine Braillon) : Karen Wheeler
- Sean Astin (VF : Christophe Lemoine) : Bob Newby
- Paul Reiser (VF : Pierre-François Pistorio) : Dr Sam Owens

### Acteurs récurrents
- Joe Chrest (VF : Xavier Béja) : Ted Wheeler
- Anniston Price et Tinsley Price : Holly Wheeler
- Will Chase (VF : Yann Sundberg) : Neil Hargrove
- Jennifer Marshall : Susan Hargrove
- Brett Gelman (VF : Gilduin Tissier) : Murray Bauman
- Catherine Curtin (VF : Anne Plumet) : Claudia Henderson
- Randall P. Havens : (VF : Vincent Ropion) : Scott Clarke
- Linnea Berthelsen (VF : Céline Legendre-Herda) : Kali
- Abigail Cowen (VF : Audrey Sourdive) : Vicki
- Rob Morgan (VF : Jean-Paul Pitolin) : adjoint Powell
- Priah Ferguson (VF : Clara Soares) : Erica Sinclair

## Liste des épisodes

### Épisode 1:Chapitre Un: MADMAX
- : 27 octobre 2017 sur Netflix

À Pittsburgh, en 1984, un gang réussit à échapper à la police grâce à l’une de leurs membres, possédant des pouvoirs psychiques et portant un tatouage 008 au poignet.
Hawkins se prépare à fêter Halloween. Will, Mike, Dustin et Lucas continuent à trainer ensemble et découvrent que quelqu'un a battu leurs scores à la salle d'arcade, signant son record « MADMAX ». Le lendemain, une nouvelle élève arrive dans leur classe : Maxine (Max). Dustin et Lucas la suivent pour vérifier qu'elle est bien MADMAX.
Nancy apprend que les parents de Barbara ont fait appel à un journaliste devenu détective privé pour la retrouver et qu'ils vont vendre leur maison pour le payer. De son côté, Will est encore régulièrement sujet à des visions du Monde à l'envers, où il voit la ville ravagée par une tempête et menacée par une créature gigantesque. Accompagné de sa mère et du shérif Hopper, il se rend au Labo de Hawkins, où le Dr Owens effectue des tests pour l'aider à gérer ses crises. En secret, celui-ci mène une équipe de scientifiques qui brûle une plante grimpante/créature qui mène au Monde à l'envers avec un lance-flammes.

### Épisode 2:Chapitre Deux: Des bonbons ou un sort, espèce de taré
- : 27 octobre 2017 sur Netflix

Une série de flashbacks montre comment Onze a survécu : après avoir vaincu le Démogorgon, elle s'est réveillée dans le Monde à l'envers et a trouvé un passage vers le vrai monde. Découvrant que des agents du gouvernement la recherchent activement, elle s'est réfugiée dans les bois, vivant de chasse jusqu'à ce que Hopper la retrouve.
C'est le jour d'Halloween. Onze aimerait aller chercher des bonbons comme tous les enfants de son âge, mais Hopper insiste pour qu'elle ne sorte pas, craignant pour sa sécurité. Le shérif reçoit d'autres plaintes concernant l'empoisonnement des citrouilles, s'étendant à plusieurs plantations, et il décide de quadriller le secteur.
Nancy ne supporte plus de garder le secret sur la mort de son amie Barbara, malgré la menace des agents qui pourraient intervenir si la vérité ressurgissait. Pendant une soirée étudiante d'Halloween, Nancy se saoule et crache sa colère sur Steve. Jonathan, qui hésitait à venir, la trouve et la ramène chez elle.
Mike, Will, Dustin et Lucas sortent chercher des bonbons, rejoints par Max. Pendant la sortie, Will a une nouvelle crise et tente de décrire ses visions à Mike : il se trouve dans le Monde à l'envers et voit une immense ombre menacer la ville.

### Épisode 3:Chapitre Trois: Le Batracien
- : 27 octobre 2017 sur Netflix

Une série de flashbacks montre Hopper trouvant Onze dans les bois et la cachant dans la cabane de son grand-père. Ensemble, ils la retapent et la réaménagent pour qu'Onze et lui puissent y vivre. Ils se mettent d'accord sur des règles de sécurité.
Bob, le nouveau petit-ami de Joyce, essaie de soutenir Will en lui conseillant de combattre ses peurs en les affrontant. Steve s'éloigne de Nancy, dont il n'a pas digéré les propos lorsqu'elle était ivre. Nancy se tourne vers Jonathan pour révéler la vérité aux parents de Barbara. Elle leur téléphone afin de fixer un rendez-vous avec eux, tout en se sachant écoutée.
Face aux ravages des cultures de citrouilles, Hopper force le Dr Owens à en chercher la cause, le laboratoire se trouvant au centre du phénomène.
Joyce trouve la vidéo que Will a tourné pendant la soirée d'Halloween et voit, au moment où Will fait sa crise, la bête tentaculaire dans les parasites de l’image.
Dustin a recueilli dans sa poubelle ce qui ressemble à un batracien et cherche à en identifier l’espèce. Il veut montrer la créature, qu'il a baptisée D'Artagnan, à ses amis et son professeur. Quand Will la voit, il comprend que l'animal, qui grandit rapidement, vient du Monde à l'Envers.

### Épisode 4:Chapitre Quatre: Will le Sage
- : 27 octobre 2017 sur Netflix

Épuisé par ses crises et encore sous le choc d'avoir été en contact avec le monstre, Will se confie à sa mère. Hopper et Onze se disputent violemment à la suite de la sortie de cette dernière qui les a mis en danger. 
Jonathan et Nancy se rendent au parc où ils sont censés retrouver les parents de Barbara. Ils se rendent compte que toutes les personnes présentes dans le parc les espionnent. Ils tentent de fuir, mais leur voiture ne démarre pas. Ils sont finalement conduits au Labo de Hawkins où le Dr. Owens leur montre les équipes qui travaillent dans le Monde à l'envers. Il cherche à les intimider en leur expliquant que s'ils révèlent la vérité, la Sécurité Nationale pourrait être mise en danger. Nancy et Jonathan disent accepter de garder le secret, mais Nancy a enregistré la conversation au cours de laquelle Owens admettait l'implication du laboratoire dans la mort de Barbara et la disparition de Will Byers.
Will s'est lancé dans une production compulsive de dessins pour essayer d'expliquer ce qu'il ressent et voit dans ses souvenirs "immédiats". Hopper et Joyce se rendent compte que ces dessins s'assemblent pour former une sorte de labyrinthe qui rappelle les plantes grimpantes du Monde à l'envers.
Hopper est persuadé que ce sont elles qui ravagent les plantations, il creuse avec acharnement dans un champ jusqu'à tomber sur un tunnel menant au Monde à l'envers.
Onze, en rangeant la cabane, trouve des documents sur le Labo de Hawkins et découvre que sa mère n'est pas morte.

### Épisode 5:Chapitre Cinq: Dig Dug
- : 27 octobre 2017 sur Netflix

Hopper avance dans les tunnels du Monde à l'envers, mais se retrouve piégé par les plantes grimpantes.
Will explique qu’il est capable de ressentir et voir ce que le Monstre de l’Ombre ressent et voit. Grâce à ce lien, Will comprend qu’Hopper est en danger. Joyce a l'idée d'utiliser les capacités de Bob, doué en puzzles et énigmes, pour localiser l'endroit où se trouve Hopper. Bob comprend que les dessins de Will, mis bout à bout, forment la carte de la ville de Hawkins, les labyrinthes représentant des routes, qui sont en réalité les galeries et tunnels du Monde à l'envers. Ainsi, il parvient peu à peu à localiser Hopper.
Après avoir dormi dans un motel, Jonathan et Nancy rendent visite à Murray Bauman, le détective conspirationniste, et lui révèlent tout ce qu'ils savent, y compris l’enregistrement. Murray en conclut vite que l'opinion publique ne sera jamais de leur côté à moins qu'on ne présente une histoire vraisemblable liant le laboratoire et la mort de Barbara.
Lucas piège Max à la salle d'arcade et lui révèle la vérité sur les événements qui se sont déroulés l’année précédente à Hawkins, mais elle n’en croit pas un mot.
De son côté, Dustin élabore un plan pour capturer D’Artagnan dans sa cave, où il l'enferme. Ne réussissant pas à joindre ses amis, il demande à Steve de l'aider.
Pendant ce temps, Onze enquête sur son passé. Elle se rend chez sa mère, Terry Ives, et découvre l'état catatonique dans lequel cette dernière se trouve. Grâce à ses pouvoirs, elle réussit à entrer en contact avec elle, constatant qu'elle revit en boucle une série de souvenirs : Onze a été enlevée à sa naissance par le Dr. Brenner, et sa mère a tout tenté pour la retrouver au labo de Hawkins. Mais, alors qu’elle venait de retrouver sa fille, le Dr. Brenner et son équipe lui ont fait subir une série d'électrochocs afin de la réduire au silence.

### Épisode 6:Chapitre Six: L'Espion
- : 27 octobre 2017 sur Netflix

Will est amené au laboratoire, se tordant de douleur. Une fois apaisé et réveillé, il montre des signes de perte de mémoire. L'hypothèse d'Owens est que le Monstre de l'Ombre se comporte comme un virus lié à son hôte. Brûler les racines revient à brûler Will mais les PET scan montrent que le cerveau de Will est en suractivité.
Jonathan et Nancy aident Murray à finaliser les courriers pour les journaux contenant l'affaire de Hawkins. Pendant qu'ils célèbrent l'événement, Murray voit clair dans les sentiments des deux adolescents qu'ils refusent d'admettre. Ils finissent par passer la nuit ensemble avant de retourner le lendemain à la maison des Byers où ils découvrent les dessins des racines et comprennent que quelqu'un est venu les photographier.
Lucas retrouve Dustin qui lui explique la situation : D'Artagnan a encore grandi et creusé un tunnel vers les bois, et avec Steve, ils comptent le piéger à la décharge de voitures. Lucas part chercher Max pour lui prouver qu'il disait vrai. Pendant qu'ils attendent D'Artagnan, Max se confie à Lucas, expliquant que ses parents ont divorcé et que sa mère s'est remariée avec le père de Billy, qui passe ses nerfs sur elle. D'Artagnan arrive mais quand Steve tente de l’attirer, Lucas repère d'autres créatures du même genre. Ces dernières s'apprêtent à les attaquer, quand soudain, elles rebroussent chemin. Indemnes, les amis comprennent que quelque chose les a appelées.

### Épisode 7:Chapitre Sept: La Sœur perdue
- : 27 octobre 2017 sur Netflix

À travers les souvenirs de Terry, Onze voit qu'il y avait une autre fille détenue avec elle au laboratoire. Grâce à ses pouvoirs, elle la localise à Chicago et part la rejoindre. Elle retrouve ainsi Kali, sujet numéro 8 du Dr. Brenner, qui vit avec un groupe de marginaux. Kali a le pouvoir de manipuler les perceptions des gens et de créer des illusions mentales. Elle apprend à Onze à mieux maîtriser ses pouvoirs. Pendant la nuit, Onze entend le message d'excuses de Hopper.

### Épisode 8:Chapitre Huit: Le Flagelleur mental
- : 27 octobre 2017 sur Netflix

Les Démo–chiens sortent des tunnels et commencent à envahir le laboratoire, massacrant quiconque se trouve sur leur chemin. Mike comprend que le lien entre le Monstre de l’Ombre et Will les aide, aussi il pousse Joyce à l'endormir avec un sédatif. Mike, Will, Joyce, Hopper, Bob et Owens se réfugient dans la salle de surveillance avant que les couloirs ne soient envahis et le courant coupé. Les parents de Billy et Max découvrent que Max a fui, et le père de Billy le frappe pour le forcer à aller récupérer sa demi-sœur.
Il apparaît que seul Bob peut rétablir le courant par ses capacités en informatique. Owens reste devant les images de surveillance pour le guider dans les couloirs. Nancy et Jonathan arrivent au portail du laboratoire, rejoints par Steve, Dustin, Lucas et Max. Bob rétablit le courant et ouvre les accès vers la sortie. Tous parviennent à sortir sauf Owens qui est resté à l'intérieur et Bob qui finit dévoré par les Démo–chiens.

### Épisode 9:Chapitre Neuf: Le Portail
- : 27 octobre 2017 sur Netflix

Onze retrouve Mike, Dustin, Lucas, Hopper et Joyce, mais ignore sciemment Max. Comme elle a ouvert le portail, Onze peut également le refermer. Le groupe décide de se séparer : Hopper et Onze retournent au laboratoire pour fermer le portail, pendant que Joyce, Jonathan et Nancy essaient de libérer Will de l’emprise du Monstre. Pour ce faire, ils se rendent à la cabane de Hopper où ils vont soumettre Will à une haute température, ce que le Monstre ne supporte pas. Steve accepte de rester à la maison des Byers pour surveiller Mike, Dustin, Lucas et Max. Mais ils ont vite une idée derrière la tête : créer une diversion en incendiant le carrefour des tunnels.
Sur la route, Onze et Hopper se réconcilient. Billy arrive chez les Byers à la recherche de Max, et Steve essaie de l'éloigner mais ils finissent par se battre. Quand Billy prend le dessus, Max s'empare d'une seringue de sédatif et le pique, puis le force à la laisser tranquille en le menaçant avec la batte à clous de Steve. Les adolescents se dirigent vers le champ de citrouilles avec la voiture de Billy. En utilisant le plan de Will, ils atteignent le carrefour et y mettent le feu. Pendant ce temps, Jonathan, Nancy et Joyce poussent la température au maximum dans la cabane pour forcer le virus à sortir du corps de Will. Avec Will libéré et les Démo–chiens attirés par le feu, Hopper et Onze ont une ouverture pour aller vers le portail. En chemin, ils trouvent Owens blessé. Au portail, Onze doit puiser dans ses dernières ressources pour tenir jusqu'à la fermeture du portail. Pendant leur fuite des tunnels, Steve et les jeunes se retrouvent face à D'Artagnan, que Dustin parvient à retenir le temps d'atteindre la sortie. Le portail est finalement refermé, le Monstre de l'Ombre enfermé dans son monde et les derniers Démo–chiens mourants loin de leur maître.